# Zoltán Magyar
Zoltán Magyar (Boedapest, 13 december 1953) is een Hongaars turner.
Magyar was gespecialiseerd in het toestel paard voltige. Magyar won zowel in 1976 als in 1980 de gouden medaille op het paard voltige, in 1980 won Magyar ook de bronzen medaille in de landenwedstrijd.
Magyar werd in 1974, 1978 en in 1979 wereldkampioen op het paard voltige.

## Resultaten

### Olympische Zomerspelen
| Jaar | Plaats   | Resultaten                                                                   |
| ---- | -------- | ---------------------------------------------------------------------------- |
| 1972 | München  | 8e in de landenwedstrijd 29e in de meerkamp                                  |
| 1976 | Montreal | op het paard voltige 4e in de landenwedstrijd 5e op sprong 9e in de meerkamp |
| 1980 | Moskou   | op het paard voltige in de landenwedstrijd 9e in de meerkamp                 |

### Wereldkampioenschappen turnen
| Jaar | Plaats      | Resultaten                            |
| ---- | ----------- | ------------------------------------- |
| 1974 | Varna       | op paard voltige · 15e in de meerkamp |
| 1978 | Straatsburg | op paard voltige · 12e in de meerkamp |
| 1979 | Fort Worth  | op paard voltige · 18e in de meerkamp |

1896: Louis Zutter ·
1904: Anton Heida ·
1924: Josef Wilhelm ·
1928: Hermann Hänggi ·
1932: István Pelle ·
1936: Konrad Frey ·
1948: Paavo Aaltonen, Veikko Huhtanen, Heikki Savolainen ·
1952: Viktor Tsjoekarin ·
1956: Boris Sjachlin ·
1960: Eugen Ekman, Boris Sjachlin ·
1964: Miroslav Cerar ·
1968: Miroslav Cerar ·
1972: Viktor Klimenko ·
1976: Zoltán Magyar ·
1980: Zoltán Magyar ·
1984: Li Ning, Peter Vidmar ·
1988: Dmitri Bilozertsjev, Zsolt Borkai, Ljoebomir Geraskov ·
1992: Pae Gil-su, Vitali Tsjerbo ·
1996: Donghua Li ·
2000: Marius Urzică ·
2004: Teng Haibin ·
2008: Xiao Qin · 
2012: Krisztián Berki · 
2016: Max Whitlock · 
2020: Max Whitlock · 
2024: Rhys McClenaghan
- International Standard Name Identifier: 0000 0000 7948 8416
- Virtual International Authority File: 121387549